# Nick Castle
Nick Castle właśc. Nicholas Charles Castle Jr. (ur. 21 września 1947 w Los Angeles) – amerykański reżyser, scenarzysta i aktor filmowy.
Jest synem choreografa Nicholasa Castle'a Sr. (1910-68). Już jako dziecko statystował w filmach, przy których pracował ojciec. Podjął studia filmowe na Uniwersytecie Południowej Kalifornii. W latach 70. zagrał w 2 filmach swego przyjaciela, reżysera Johna Carpentera. W 1974 wcielił się w postać Obcego w parodii science fiction Ciemna gwiazda, a w 1978 wystąpił w roli zamaskowanego mordercy Michaela Myersa w kultowym horrorze Halloween. W 1982 zadebiutował jako reżyser filmem Tag: The Assassination Game. Od tego czasu zrealizował kilkanaście filmów, z których największą popularność zdobyły komedie; m.in. Dennis Rozrabiaka z 1993.
Castle jest także współautorem, wraz z Johnem Carpenterem, scenariusza głośnego filmu Ucieczka z Nowego Jorku (1981).

## Wybrana filmografia

### Reżyser
- Tag: The Assassination Game (1982)
- Ostatni gwiezdny wojownik (1984)
- O chłopcu, który umiał latać (1986); także scenariusz
- Stepujący mistrz (1989; film znany także pod tytułem - Złapać rytm); także scenariusz
- Dennis Rozrabiaka (1993)
- Szczeniackie wojsko (1995)
- Partner niedoskonały (1996)
- Niebo czy ziemia (2001)
- Noc wigilijna (2001)
- The Seat Filler (2004)
- Wojna Connorsa (2006)